# Stephanie D'Abruzzo
Stephanie D'Abruzzo (Pittsburgh, 7 dicembre 1971) è un'attrice, cantante e doppiatrice statunitense conosciuta principalmente come burattinaia dei Muppet.

## Biografia
Nel 2004, a seguito della sua performance in Avenue Q, è stata nominata per il Tony Award alla miglior attrice protagonista in un musical.
Nel 2007 interpreta il personaggio a cui ruota attorno tutto il pluripremiato episodio Il mio musical di Scrubs - Medici ai primi ferri.
Nel 2014 entra a far parte del cast del musical Greed: A Musical for Our Times.

## Filmografia

### Televisione
- Scrubs - Medici ai primi ferri (3 episodi), 2007 - Patti Miller

### Doppiaggi
Lungometraggi
- Elmo's Christmas Countdown, 2007
- A Muppets Christmas: Letters to Santa, 2008
- Families Stand Together, 2009
- When Families Grieve, 2010

Serie televisive
- The Wubbulous World of Dr. Seuss (6 episodi), 1997
- Il libro di Pooh, 2001
- Sesamo apriti (42 episodi), 2001-2013
- Ovino va in città (14 episodi), 2000-2002
- Oobi, 2003
- Abby's Flying Fairy School, 2013
- Little Children, Big Challenges, 2013

Cortometraggi
- Sesame Street: 4-D Movie Magic, 2003

Videogiochi
- Neverwinter Nights 2, 2006
- Alone in the Dark, 2008
- BioShock Infinite, 2013